# Telit

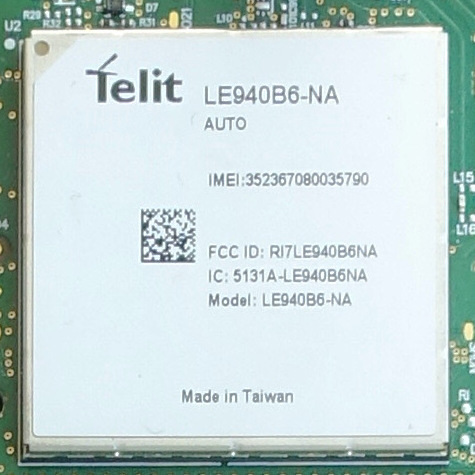
LE940B6 Modul von Telit

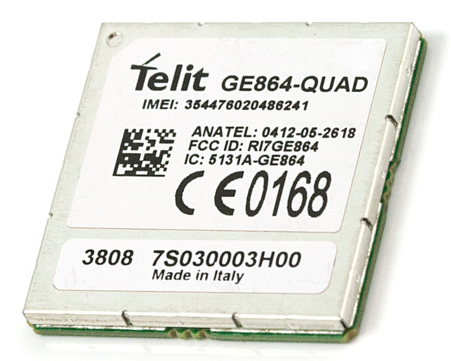
GE864 GSM/GPRS Module von Telit

Telit Cinterion (vormals Telit) ist ein international tätiges Unternehmen, das Angebote für den Einsatz von sogenannter Machine-to-Machine-Kommunikation (M2M) und das Internet der Dinge entwickelt. Telit Cinterion hat seine Unternehmenszentrale in Irvine und verfügt über regionale Niederlassungen in Berlin, München, Raleigh, Seoul, Tel Aviv, und Triest und Seoul sowie über Vertriebsbüros in weiteren Ländern.

## Unternehmensgeschichte

### Anfänge
Das 1986 als Telital und Telital Automotive gegründete Unternehmen bot als Ingenieurbüro zunächst multinationalen Telekommunikationsunternehmen Forschungs- und Entwicklungsdienstleistungen an. Seit 1997 erfolgten Herstellung und Vermarktung der Produkte unter dem Markennamen Telit. 1998 brachte Telit sein erstes M2M-Modul auf den Markt. Von 1997 an wurden in großem Umfang Handys und andere Geräte für die mobile Kommunikation ausgeliefert. Dazu gehört beispielsweise das erste Globalstar-Satellitenhandy. 2000 erfolgte die Gründung von Telit in Triest, Italien, 2005 der Abschluss eines Börsengangs an der Londoner Börse.

### Übernahmen
2003 wurde das Unternehmen von Oozi Cats übernommen. Seither stellt Telit ausschließlich Module für Machine-to-Machine-Kommunikation her. Dazu gehören Mobilfunk- und Short-Range-Module sowie Produkte zur Positionsbestimmung.
Im März 2011 übernahm Telit die M2M-Modul-Sparte von Motorola Solutions. Der konsolidierte Pro-forma-Umsatz des Unternehmens inklusive der Neuerwerbung lag zum 31. Dezember 2010 bei ca. 180 Mio. USD. Das Unternehmen hat 2011 zudem GlobalConect Ltd. und Navman Wireless OEM Solutions aufgekauft.
2014 übernahm Telit das ATOP-Geschäft (Automotive Telematics On-board Unit Platform) der niederländischen NXP Semiconductors und gründete damit einen eigenständigen Automotive-Unternehmensbereich.
Im Jahr 2022 kündigt das Unternehmen die Übernahme von Thales Cinterion für ein 25%ige Beteiligung an Telit an. Am 1. Januar 2023 wurde Telit zu Telit Cinterion umbenannt.